# 萨尔东
45°57′46″N 3°13′16″E / 45.96278°N 3.22111°E
萨尔东（法語：Sardon，法語發音：[saʁdɔ̃]）是法国多姆山省的一个市镇，属于里永区。

## 地理
萨尔东（45°57'46"N, 3°13'16"E）面积8.41 平方千米，位于法国奥弗涅-罗讷-阿尔卑斯大区多姆山省，该省份为法国中南部省份，北起阿列省接壤，东临卢瓦尔省，南至上盧瓦爾省和康塔爾省，西接科雷兹省和克勒兹省。
与萨尔东接壤的市镇（或旧市镇、城区）包括：欧比亚、勒谢、莫尔日河畔马特尔、叙拉、蒂雷、莫尔日河畔瓦雷讷。
萨尔东的时区为UTC+01:00、UTC+02:00（夏令时）。

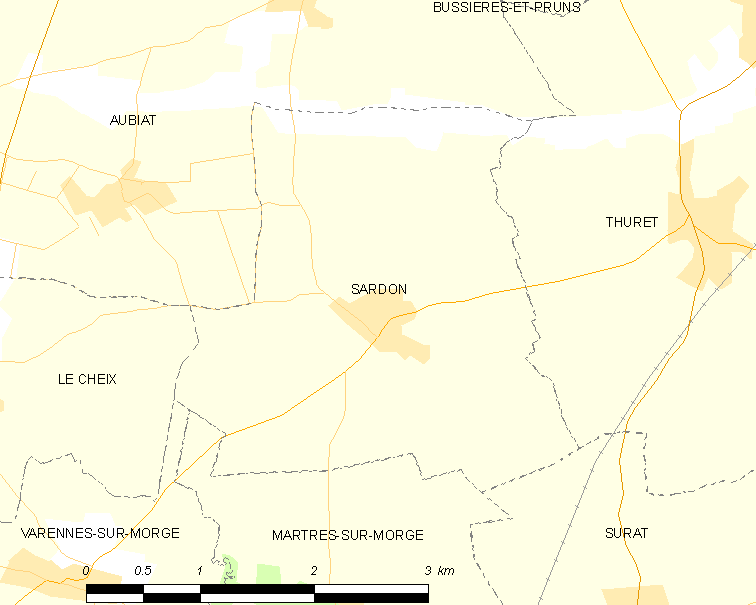
萨尔东的OSM定位图

## 行政
萨尔东的邮政编码为63260，INSEE市镇编码为63406。

## 政治
萨尔东所属的省级选区为艾格佩斯县。

## 人口

1962-2008年间萨尔东人口变化图示

萨尔东于2022年1月1日时的人口数量为300人。